# Kapelica Presvetog Trojstva u ulici Bliznec
Kapelica Presvetog Trojstva katolička je kapela koja se nalazi u zagrebačkoj četvrti Podsljeme na mjestu spajanja Gračanske ceste, Markuševečke ceste i ulice Bliznec. Kapela je sagrađenema u 30-im godinama 20. stoljeća,  te pripada župi sv. Petra i Pavla u Bešićima.

## Povijest i arhitektura
Sredinom tridesetih godina 20. stoljeća na uglu Dolja i Blizneca sagrađena je mala kapela. U njoj se nalazio kip Presvetog Srca Isusova. Radi izgradnje ceste 1937. godine novoizgrađena je kapelica srušena, ali je podignuta nova na današnjem mjestu. U novu je kapelicu postavljen kip Presvetog Trojstva, te svake Božanske osobe posebno. Ti su se kipovi prvobitno nalazili na oltaru remetske crkve. Godine 1948. iz kapelice je ukraden kip goluba, koji je simbolizirao Duha svetoga. Nakon krađe u kapelicu je postavljen novi kip goluba, ali i taj je ukraden 1960. godine. Ubrzo je pronađen i vraćen u kapelicu.

## Galerija
- Kapela na križanju ulica
- Pogled na kapelu
- Unutrašnjost kapele